# Gornja Lapaštica
Gornja Lapaštica (cirill betűkkel Горња Лапаштица, albánul LLapashtica e Epërme) egy falu Szerbiában, a Jablanicai körzetben, a Medveđai községben.

## Népesség
- 1948-ban 631 lakosa volt.
- 1953-ban 653 lakosa volt.
- 1961-ben 682 lakosa volt.
- 1971-ben 624 lakosa volt.
- 1981-ben 491 lakosa volt.
- 1991-ben 315 lakosa volt
- 2002-ben 194 lakosa volt,[1] akik közül 120 albán (61,85%), 68 szerb (35,05%), 4 ismeretlen.[2]